# Creation Records
Creation Records est un label de musique britannique indépendant fondé par Alan McGee et qui a duré de 1983 à 1999. Le nom du label fait référence à un groupe des années 1960 nommé The Creation dont Alan McGee est fan. Les finances du label ont connu de nombreux hauts et bas, si bien que, dans les années 1990, Creation est contraint à un partenariat avec la major Sony, compromettant son statut de label indépendant.
Mais Creation a grandement accompagné les groupes phares du rock indépendant, surtout de la vague shoegazing, ce qui lui vaut aujourd'hui encore un prestige certain.
Les débuts du label sont marqués par la naissance de The Jesus and Mary Chain et Primal Scream. Il devient alors un label influent et renommé. Creation tient aussi sa notoriété de la production des deux premiers albums d'Oasis entre 1993 et 1995.
Après son départ de Creation Records en 1999 et quelques années sabbatiques, Alan McGee a fondé un nouveau label, Poptones, auquel il se consacre désormais.

## Quelques artistes Creation Records
- Biff Bang Pow!
- The Loft
- The Weather Prophets
- Peter Astor
- 18 Wheeler
- The Boo Radleys
- Felt
- Fluke
- The House of Love
- The Jesus and Mary Chain
- My Bloody Valentine
- Nikki Sudden
- Oasis
- The Pastels
- Primal Scream
- Ride
- Saint Etienne
- Slowdive
- Super Furry Animals
- Swervedriver
- Teenage Fanclub
- The Telescopes